# Hypericum grandifolium
Hypericum grandifolium es un endemismo macaronésico de la familia Guttiferae, actualmente se localiza en todas las islas Canarias y en Madeira. Su nombre común en español es malfurada.
Especie que aparece en todas las islas del Archipiélago Canario, propia de regiones forestales entre los 400 y 1800 metros de altitud en Gran Canaria y las Canarias occidentales, mientras que en Lanzarote solo aparece en la región de Haría, en riscos umbríos, al igual que en la isla de Fuerteventura.

## Descripción
Es un arbusto endémico que podemos encontrarlos  con unas majestuosas flores amarillas de 4 a 5 cm de diámetro, dando un maravilloso colorido al lugar. Muy típicas verlas florecer desde el mes de mayo, perdurando casi todo el año. Sus hojas son largamente ovadas y las inflorescencias poseen de 2 a 4 flores con numerosos estambres. 
Su fruto es una cápsula dura marrón oscura cuando llega su maduración.

## Propiedades
La hypericum grandifolium ha demostrado tener efectos analgésicos en estudios con ratones.

## Etimología
La palabra grandifolium: procede del latín grandis, que significa "grande" y folius, significa "follaje", indicando el tamaño que llega alcanzar las hojas de esta planta.

## Galería

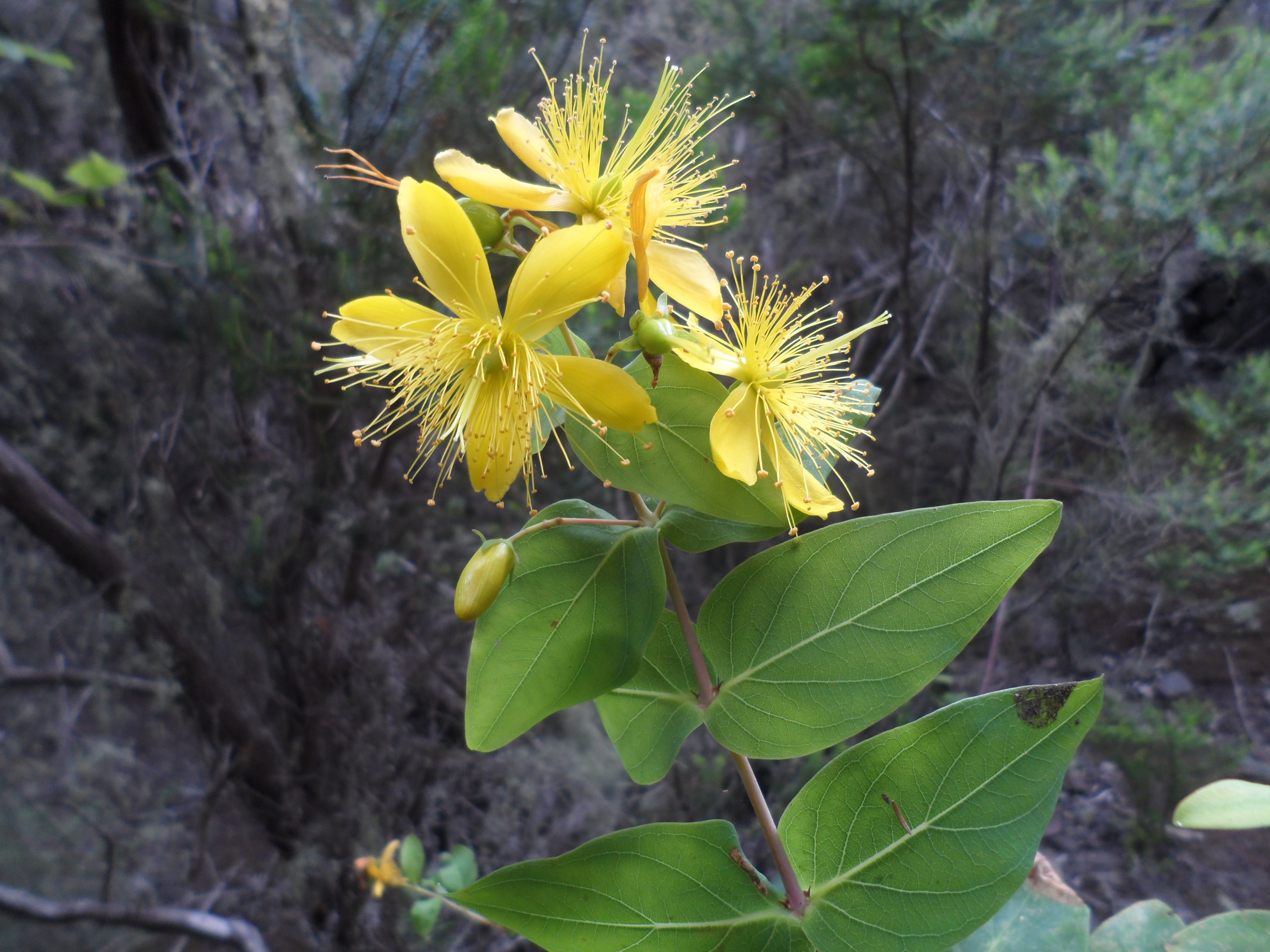
Hypericum grandifolium en Anaga.